# Апотекар
Апотекар или фармацеут је здравствени радник који поседује нарочито знање и стручност о лековима и медицинским средствима, и који у оквиру фармацеутске здравствене заштите обавља различите послове у дистрибуцији и изради лекова у циљу обезбеђивања оптималних резултата лечења пацијената. За разлику од апотекара, апотекарски техничари и струковни фармацеутски техничари: фармацеутску здравствену делатност у апотекама могу обављати само у присуству апотекара (дипломираног фармацеута).
Апотекар може поседовати сопствену апотеку и у њој као приватни предузетник може ради, или своје радне активности може обављати у јавној апотеци (примарна здравствена заштита) или у болничкој апотеци (секундарна и терцијарна здравствена зазаштита).

## Основни појмови
Фармацеутска здравствена заштита
Најчешће коришћена дефиниција фармацеутске здравствене заштите је Хеплерова и она гласи:
| „ | "Фармацеутска здравствена заштита је одговорно пружање медикаментозне терапије с циљем постизања тачно одређених циљева којима се унапређује квалитет живота пацијента.." (Hepler & Strand 1990) | ” |

Зато је веома важно да апотекар буде адекватно едукован како би испунио захтеве које друштво, с разлогом, очекује од њега када је у питању пружање фармацеутске здравствене заштите.
Апотека
Апотека је по дефиницији; здравствена установа која набавља и испитује лекове и санитетски материјал, и њима снабдева становништво. У неким апотекама се и израђују и тестирају лекови.
Апотека је радно место већине апотекара. У апотекама они поред улоге здравственог радника, имају и улогу продавца, у чему се огледа дихотомија апотекарске струке.
Апотека се састоји од дела за продају, складиштење и израду магистралних лекова, а данас све чешће имају и посебан део за консултацију са пацијентима. 
У апотеци мора бити присутан дипломирани фармацеут током читавог радног времена. У неким земљама и власник апотеке мора бити фармацеут, док у земљама где ово није случај апотекарска одељења имају и супермаркети и остали облици малопродаје.
Апотеке у склопу болница значајно се разликују од јавних апотека. Док апотекари у јавним апотекама имају више проблема око организације посла и односа са купцима/пацијентима, дотле апотекари у болничким апотекама имају комплексније задатке који се односе на специфичне лекове за клиничко лечење.
Због сложености лекова у болничком лечењу, укључујући посебне индикације, ефективност, режим дозирања, интеракције, и однос пацијента према лечењу, многи апотекари завршавају специјалистичке студије да би радили као болнички фармацеути.
Болничке апотеке се по правилу налазе у оквиру болница, и складиште веће количине лекова (специфичније лекове) него јавне апотеке. Болнички апотекари и фармацеутски техничари израђују стерилне фармацеутске облике, укључујћи препарате за тоталну парентералну исхрану, и друге препарате за интравенску примену. Овај процес поред стручног особља захтева и адекватне услове и обезбеђење квалитета. Због тога неке болнице имају посебне уговоре са специјализованим компанијама које испуњавају сва три наведена услова.

## Историја
Први почеци апотекарства као самосталне професије јављају се у градовима Медитерана под утицајем Салернске медицинске школе, најпознатије школе средњег века за образовање лекара и апотекара.
На основу медициснких одредби Роџера II из 1140. и под утицајем арапске медицине, сицилијански краљ и Свети Римски цар Фридрих II Хохенстауфен, донео је своје Конституције  (одредбе, или едикт којима је уредио целокупну здравствену службу у држави). 
Конституције (III) Фридриха II - (лат. Constitutiones Regum regni utriusque Siciliae), донете у периоду између 1231—1240. године извршиле су велике промене у законодавству Средњег века упоште, а обухватале су и део који се односи на здравствено законодавство о раздвајању медицине од фармације. Овај део Фридрихових конституција, познат под називом Сицилијански едикт (IV), формално је одвојио професију лечења и и професију припремања лекова. Овај део конституције саставио је наставнички колегијум Салернске медицинске школе, и у литератури је познате под називом Салернски едикт. 
Увођењем медицинских одредби 1240. медицину и фармацију раздвојило је у две засебне гране, које ће се даље развијати и гранати самостално. 
Тако историјски гледано, апотекарство по први пут добија свој законски облик, а апотекар у јавном животу заузима место са тачно одређеним функцијама и делокругом рада. Иако се уз почетку овај систем примењивао само у Фридриховом Краљевству двеју Сицилије, а не и у германским деловима Светог римског царства, Салернски едикт је успоставио модел који је нешто касније постао значајан за апотекарство широм Европе, са изузетком Британских острва, што је омогућило и увођење појединих медицинских статута у суседне градове јужне Француске и северне Италије.

## Обавезе апотекара
- Како апотекар поседује нарочито знање и стручност о лековима и медицинским средствима, од њега се очекује да примени своје знање и стручност за добробит својих пацијената и обезбеди фармацеутске производе који су нешкодљиви, делотворни и одговарајућег квалитета, а који се користе у спречавању или лечењу болести, ублажавању симптома болести, поремећаја и тегоба, као и дијагностиковању обољења.
- Када процени да је то у интересу пацијента, апотекар је дужан да правовремено упути пацијента код најмеродавнијег здравственог стручњака поштујући принцип аутономије пацијента, као и принцип примум нон ноцере.
- Апотекар је дужан да у границама своје стручне оспособљености спречи неправилно лечење пацијента, када процени да је то у интересу здравља пацијента и да се о овоме консултује са лекаром (посебно код лекова и медицинских средстава који се издају на рецепт).
- Апотекар је дужан да се ангажује у обезбеђивању фармацеутске здравствене заштите за сваког појединца, без обзира на расу, пол, етничко порекло, веру, социјални и брачни статус, сексуално опредељење, политичку оријентацију, старосно и здравствено стање, као и на свој лични став према појединцу или његовој породици.
- Апотекар мора да држи у тајности све информације у вези са корисницима његових услуга добијене током обављања фармацеутске здравствене делатности, кер се те информације сматрају стручном, односно професионалном тајном.
- Приликом издавања лекова на рецепт и/или без рецепта, апотекар је обавезан да издавањем терапијских паралела и одабира медицинских средстава пружи савет и неопходне информације о леку (дозирање, могући нежељени ефекти, интеракције са другим лековима и/или храном, начин чувања лека и друго), као и да провери да ли је ове информације пацијент разумео и запамтио.

## Удружења
Међународно удружење фармацеута је FIP – Fédération Internationale Pharmaceutique је на националном нивоу организоване струковне организације попут Краљевског удружења фармацеута Велике Британије, Фармацеутске гилде Аустралије или Америчке фармацеутске асоцијације. 
У Србији је обавезно чланство фармацеута у Фармацеутској комори Србије за све фармацеуте који раде као здравствени радници, а поред Коморе постоји и Фармацеутско друштво Србије у коме је чланство добровољно. Фармацеутска удружења могу бити и задужена за издавање одговарајућих лиценци (нпр. Краљевско фармацеутско друштво Велике Британије или Фармацеутска комора Србије).

## Обука и пракса по земљама

### Аустралија
Аустралијски фармацеутски савет је независна агенција за акредитацију аустралијских фармацеута. Стандарди акредитације за аустралијске апотекарске дипломе укључују обавезне клиничке праксе, са нагласком на подстицању руралних искустава ради развоја руралне радне снаге. Ова агенција спроводи испите у име Апотекарског одбора Аустралије у погледу испуњавања услова за регистрацију. Аустралијски колеџ фармације пружа програме континуираног образовања за фармацеуте. Број фармацеута са пуним радним временом који су радили у Аустралији током протекле деценије остао је стабилан. Апотекарска пракса је описана стандардима праксе и смерницама, укључујући и оне из Фармацеутског друштва Аустралије.

## Европска унија
Квалификација фармацеута у Европској унији регулисана је Директивом 2005/36/ЕЦ, у којој се у Одељку 7, члан 44(2) налаже најмање пет година обуке укључујући „четири године теоријске и практичне обуке са пуним радним временом“ и „шестомесечна праксу у апотеци која је отворена за болничко одељење, болничко одељење под надзором јавности или у болници“. 
Обука фармацеута мора да садржи најмање: „биологију биљака и животиња, физику, општу и неорганску хемију, органску хемију, аналитичку хемију, фармацеутску хемију, укључујући анализу лекова, општу и примењену биохемију (медицинску), анатомију и физиологију; медицинску терминологију, микробиологију и технологију, фармакотерапију, фармакологију.